# 旅順軍港公園
38°48′11″N 121°15′12″E / 38.80312°N 121.25330°E

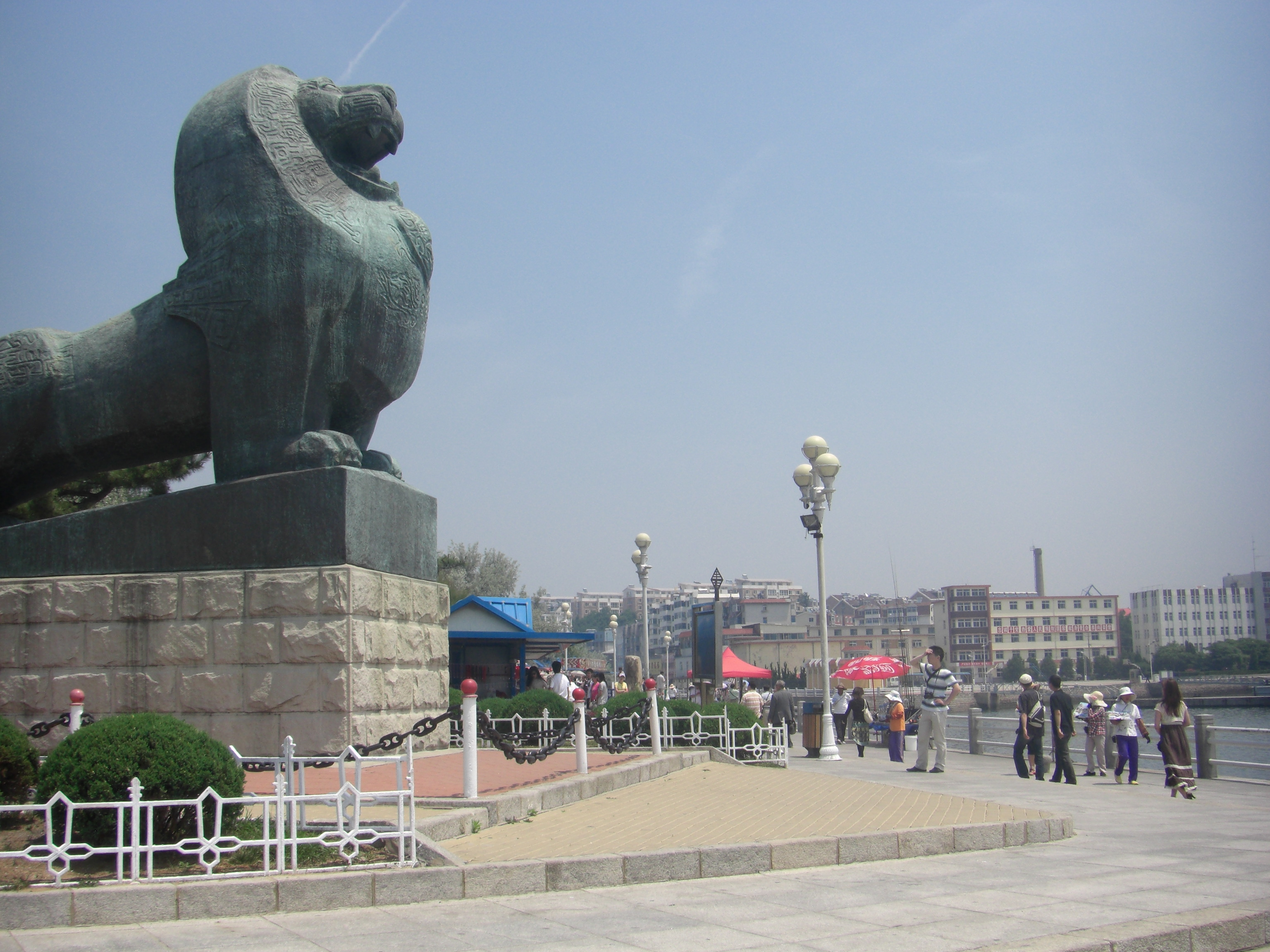
醒獅子像

旅順軍港公園是一个位于遼寧省大連市旅順口区旅順軍港北岸的公园，正门有醒獅子像。旅顺口区城建局在1985年规划建设公园，当年竣工，面積5839平方米。
園西側有「醒獅子」雕像，来源于旅顺口旧名——狮子口，園中央有郭沫若题写的「旅順口」大石碑。旅順港入口「旅順口」，最狭91m的部分黄金山也一望就見到。2009年6月旅順外国人禁止进入区域大幅减少，外国人依然禁止进入这座公园。